# Kościół Matki Boskiej Nieustającej Pomocy w Pruszczu Gdańskim
Kościół Matki Boskiej Nieustającej Pomocy w Pruszczu Gdańskim – rzymskokatolicki kościół parafialny znajdujący się w mieście Pruszcz Gdański, w województwie pomorskim. Należy do dekanatu Pruszcz Gdański archidiecezji gdańskiej. Jedyny przykład architektury sakralnej okresu Wolnego Miasta Gdańska w Pruszczu Gdańskim. 

## Historia
Komitet budowy kościoła został powołany w 1921 roku. Grunt pod budowlę został przekazany przez dwóch mieszkańców ówczesnej wsi Praust pod warunkiem zachowania otaczającego go parku. Kamień węgielny został położony w 1923 roku, natomiast prace budowlane zostały zakończone w 1928 roku. Budowa była prowadzona pod kierunkiem m.in. pruszczańskiego mistrza budowlanego Johannesa Schulza. W dniu 1 kwietnia 1929 roku została erygowana parafia pod wezwaniem Matki Boskiej Nieustającej Pomocy. W czasie działań wojennych w 1945 roku, został zniszczony dach świątyni, budowla straciła również dwa dzwony. Kościół został odbudowany pod koniec lat 50. ubiegłego stulecia. Z oryginalnego wyposażenia dotrwały do dziś, m.in. organy wybudowane w 1925 roku, oraz dwa witraże autorstwa Theo Landmanna, przedstawiające chóry anielskie.
W otoczeniu kościoła znajduje się ogród botaniczny ze ścieżką edukacyjną z opisanymi gatunkami.
W latach 1957–1987 proboszczem parafii ks. Józef Waląg, kapłan przybyły z archidiecezji lwowskiej, kapelan AK i WiN, w czasie II wojny światowej i tuż po niej organizator obrony ludności polskiej w powiecie lubaczowskim przez atakami UPA.